# 네 멋대로 해라 (1960년 영화)
《네 멋대로 해라》(프랑스어: À bout de souffle)는 장뤼크 고다르 감독의 1960년 영화이다. 고다르의 첫 장편 영화로, 누벨 바그의 기념비적 영화이다.
무성영화의 영상제조를 현대조로 부활시키고자 하는 것이 누벨 바그의 일반적인 방향이었으나 고다르는 모든 제약을 박차고 프로페셔널한 수법을 무시하고서 어느 모로나 깨어지기에 알맞은 영화를 만들었다. 벨몬도의 개성이 이것과 꼭 들어 맞아서 그야말로 통쾌한 영화가 이룩되었다. 거기에는 새로운 매력이 충실하게 발산한다. 즉 애교를 느끼는 것이다. 이에 새로운 영화 마술사가 나타났다.

## 줄거리
미셸은 대낮의 마르세유의 선창에서 훔친 고급차로 자동차 도둑(벨몬도)은 파리로 향한다. 가는 도중에 속도위반으로 교통경찰에게 추적되자 차 속에 있던 권총으로 경찰관을 사살한다. 파리에 도착한 후는 공중변소에서 강탈한 돈으로 양복과 검정 안경을 산다. 샹젤리제에서 신문을 팔고 있는 유학생인 미국 아가씨(세버그)와는 니스에선지 칸에서 동침한 사이. 그녀의 방에서 도망의 제1야를 보내고 조간신문을 팔아갖고 돌아온 그녀에게 깨워지자 침대 속으로 잡아 끌어 넣어서 이불을 뒤집어 쓰고 점심 때까지 정사를 한다. 형사적인 범죄를 마구 저지르면서까지 하는 돈벌이는 실패로 끝난다. 이미 알고 있는 누드 사진관에서 둘째밤을 보냈던 바 뜻밖에 그녀는 "계출했으니까 곧 형사가 올 거예요"라고 한다. 거리로 뛰쳐 나갔으나 기관총 난사로 쓰러진다. 형사가 발로 얼굴을 차서 위로 향하게 하자 단말마적인 외마디 소리로 계집을 저주한다.

## 출연
- 장폴 벨몽도 - 미셸 푸가드
- 진 시버그 - 퍼트리샤 프란키니

## 수상
- 1960년 장 비고 상
- 1960년 베를린 국제 영화제 - 은곰상 (감독상)[1]

## 같이 보기
- 역대 최고의 영화 목록